# Michael Brehl
Michael Brehl C.Ss.R. (Toronto, 7 de janeiro de 1955) é um prelado canadense da Igreja Católica. Foi superior-geral da Congregação do Santíssimo Redentor de 2009 a 2022 e é o atual bispo da Diocese de Pembroke.

## Biografia
Nasceu em Toronto, Canadá, o terceiro de sete filhos.
Cursou a Escola Primária Holy Cross, a Escola Secundária Neil McNeil e a Faculdade Saint Michael na Universidade de Toronto. Graduou-se em 1975 e entrou para o noviciado redentorista em Toronto. Professou na Congregação em 15 de agosto de 1976 e foi ordenado em 15 de março de 1980.
Como diácono e, após sua ordenação, como padre, serviu nas paróquias de São João da Terra Nova, e depois, em Ontário, em Sudbury, Windsor e Toronto.
Durante nove anos, padre Michael esteve engajado na formação de jovens redentoristas, como diretor de noviços e diretor de formação. Esteve engajado na pastoral da juventude e dos jovens adultos, na cooperação com leigos e no apostolado social.
A nível mundial da Congregação dos Redentoristas, trabalhou na Secretaria Geral de Formação, no projeto Carisma 2000 e na Comissão Preparatória Geral de dois Capítulos Gerais.
Quando as duas províncias redentoristas anglófonas do Canadá se combinaram para se tornar a Província de Edmonton-Toronto, em 1997, Michael foi eleito, em 2002, o segundo superior provincial, em substituição ao padre Ray Corriveau.
Ajudou no preparação dos Capítulos Gerais da CSSR 2003 e de 2009, aos quais serviu como moderador. No 24.º Capítulo Geral, Pe. Michael foi eleito superior-geral dos redentoristas, sendo reconduzido ao cargo no primeiro turno das eleições, em 9 de novembro de 2016 durante o 25.º Capítulo Geral, realizado em Pattaya, na Tailândia, para o sexênio 2016-2022, sob o tema: “Testemunhas do Redentor, solidários para a missão, em um mundo ferido!” .
Entre 2022 e 2024, foi vigário paroquial de São Patrício em Toronto, e depois tornou-se o Superior Provincial da Província Redentorista Canadense.
Em 11 de junho de 2024, foi nomeado pelo Papa Francisco como bispo da Diocese de Pembroke. Sua ordenação episcopal e posse canônica ocorreu em 15 de agosto de 2024 na Festa de Nossa Senhora da Assunção na Catedral de Santo Columbkille às 10h da manhã, pelo arcebispo de Ottawa-Cornwall, Marcel Damphousse, coadjuvado por Guy Desrochers, C.Ss.R., arcebispo de Moncton e por Jon Paul Christian Hansen, C.Ss.R., bispo de Mackenzie-Fort Smith.